# Флаг пансексуалов
Флаг пансексуалов был разработан, чтобы дать его представителям (пансексуалам) свой собственный символ, сравнимый с радужным флагом большого ЛГБТ-сообщества. Флаг используется на разных сайтах с середины 2010 года. Своим видом напоминает радужный флаг, который является международным символом сообщества лесбиянок, геев, бисексуалов и трансгендерных людей (сокр. ЛГБТ-сообщество), а также движения в поддержку прав человека в их отношении. Флаг служит символом пансексуального сообщества и помогает отличить его от бисексуального. Также этот флаг используется для того, чтобы показать влечение пансексуалов к людям разных гендеров и сексуальных ориентаций. Теория пансексуальности бросает вызов существующим предрассудкам, которые могут вызвать осуждение, остракизм и другие серьёзные социальные проблемы. В ряде стран, в том числе и России, пансексуалы (как и само ЛГБТ) запрещены законом.

## Дизайн
Флаг пансексуалов состоит из трех горизонтальных полос: голубого, жёлтого и розового цветов. Голубой цвет указывает на влечение к людям, кто определяют себя, как мужчины (независимо от биологического пола), розовый цвет указывает на влечение к людям, кто определяют себя, как женщины (независимо от биологического пола), и жёлтый цвет, находящийся между голубым и розовым, указывает на влечение к людям небинарного гендера (отличного от мужского и женского).